# Pasporta Servo
Pasporta Servo (в превод: Паспортна служба) е услуга за обмен на гостоприемство, достъпна както онлайн, така и в печат, която изброява хора от есперантската култура, които са готови да предложат безплатни домашни условия на говорещите на есперанто. Тя се поддържа от Световната младежка организация на есперанто. Платформата е икономика на даровете, домакините нямат право да таксуват за настаняване. Гостите, които използват услугата, се насърчават да говорят само есперанто със своите домакини. Безплатното настаняване чрез Pasporta Servo е едно от предимствата на изучаването на есперанто. 

## История
През 1966 г. психологът Рубен Фелдман Гонсалес стартира в Аржентина – Programo Pasporto, услуга за обмен на говорещите на есперанто. През 1974 г. за първи път е публикувана директория Pasporta Servo, в която са изброени 40 хоста. През август 2008 г. директорията е публикувана за първи път онлайн.